# Бунятян, Грачия Хачатурович
Грачия́ Хачату́рович Буниатя́н (Бунятян; 1 мая 1907, Ново-Баязет, Российская империя — 19 марта 1981, Ереван, Армянская ССР, СССР) — советский и армянский биохимик, академик АН Армянской ССР (1943), её вице-президент (1961—1967). В 1942—1946 годах — ректор Ереванского университета.

## Биография
Родился Грачия Буниатян 1 мая 1907 года в Ново-Баязете. В 1930 году окончил Ереванский университет. С 1930 по 1960 год работал в Ереванском медицинском институте (с 1937 по 1960 год профессор и заведующий кафедрой биохимии), одновременно с этим ректор Ереванского университета и заведующий сектором биохимии института физиологии АН Армянской ССР (с 1943 по 1961 год). С 1947 по 1957 год — академик-секретарь отделения биологических наук АН Армянской ССР, а с 1961 по 1981 год директор института биохимии АН Армянской ССР.
Скончался 19 марта 1981 года в Ереване.

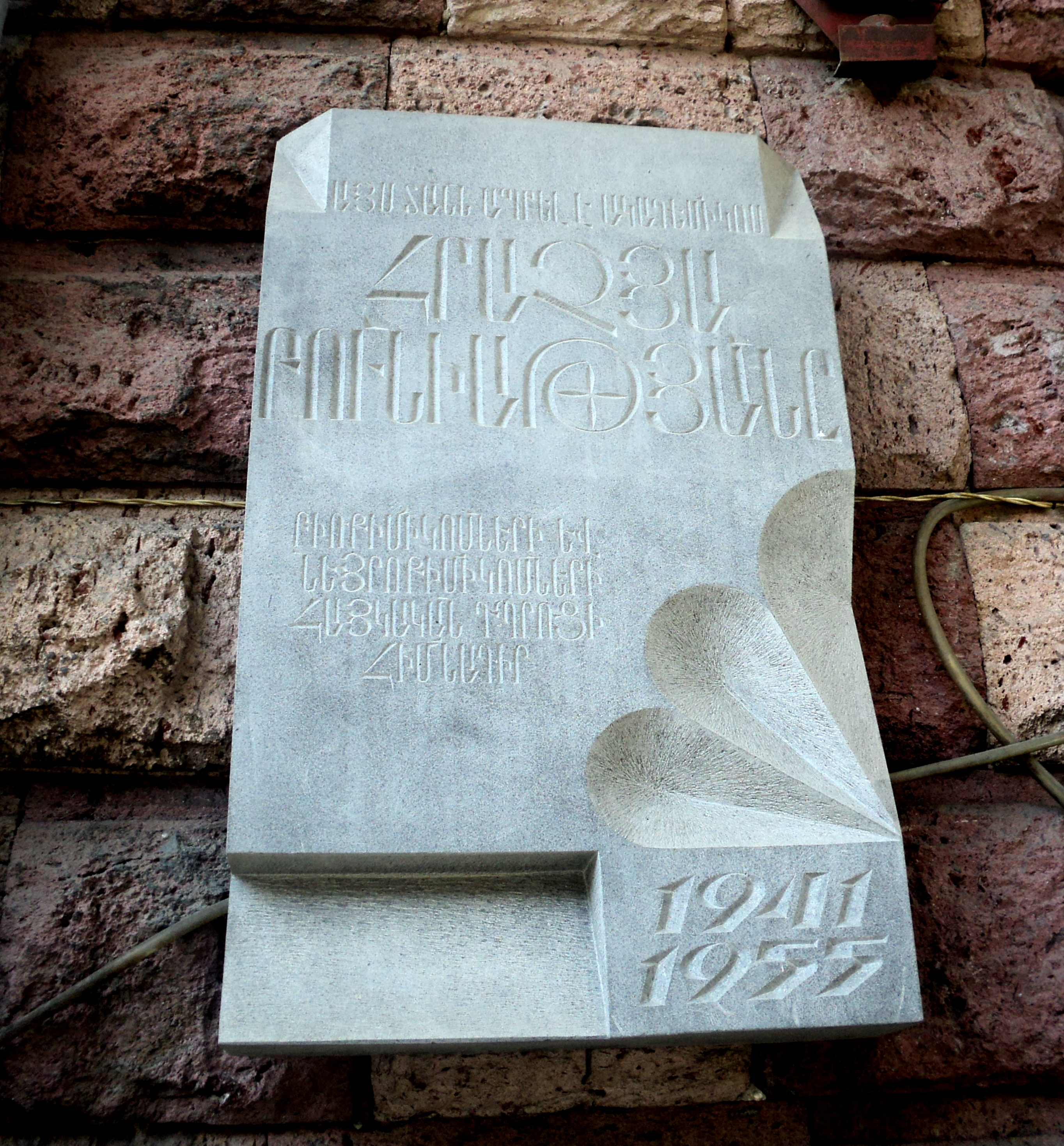
Мемориальная доска Бунатяна на д. 9 по проспекту Месропа Маштоца

## Научные работы
Основные научные исследования посвящены функциональной биохимии головного мозга.
- Изучал механизмы образования аммиака из аминокислот.
- Обнаружил новый никотинамидный кофермент и изучал его роль в обменных процессах.
- Показал роль y-аминомасляной кислоты в процессах обмена углеводов и аминокислот.
- Обнаружил в мозге новые медь-содержащие белки.

## Членство в организациях
- Член Германской академии естествоиспытателей «Леопольдина» (1972-81).
- Член ИБРО.
- Член совета Международного биохимического союза (1975-81).
- Председатель Армянского общества биохимиков (1975-81).

## Награды
- Орден Ленина (13.05.1977) — за большие заслуги в развитии биологических наук, подготовке научных кадров и в связи с семидесятилетием со дня рождения.
- Орден Октябрьской Революции (1971).
- Два ордена Трудового Красного Знамени (4.11.1944, 1957).
- Заслуженный деятель науки Армянской ССР.